# Estadio Municipal 14 de Junio
El estadio Municipal 14 de Junio es un estadio multiusos. Está ubicado en la 10 de agosto entre Weinza y 9 de Octubre de la ciudad de Vinces, provincia de Los Ríos, Ecuador. Fue inaugurado el 10 de junio de 1948. Es usado mayoritariamente para la práctica del fútbol y tiene capacidad para 3000 espectadores.

## Historia
Allí juega como local el Club Deportivo y Social Santa Rita, equipo que jugó la Serie B del fútbol ecuatoriano y el Club Deportivo Fiorentina, equipo de la Segunda Categoría del fútbol ecuatoriano.
Desempeña un importante papel en el fútbol local, ya que los clubes de Vinces como el Club Deportivo y Social Santa Rita hacen o hacían de local en este escenario deportivo, que participan en el Campeonato Provincial de Segunda Categoría de Los Ríos.
El estadio es sede de distintos eventos deportivos a nivel local, ya que también es usado para los campeonatos escolares de fútbol que se desarrollan en la ciudad en las distintas categorías, también puede ser usado para eventos culturales, artísticos, musicales de la localidad.

## Galería

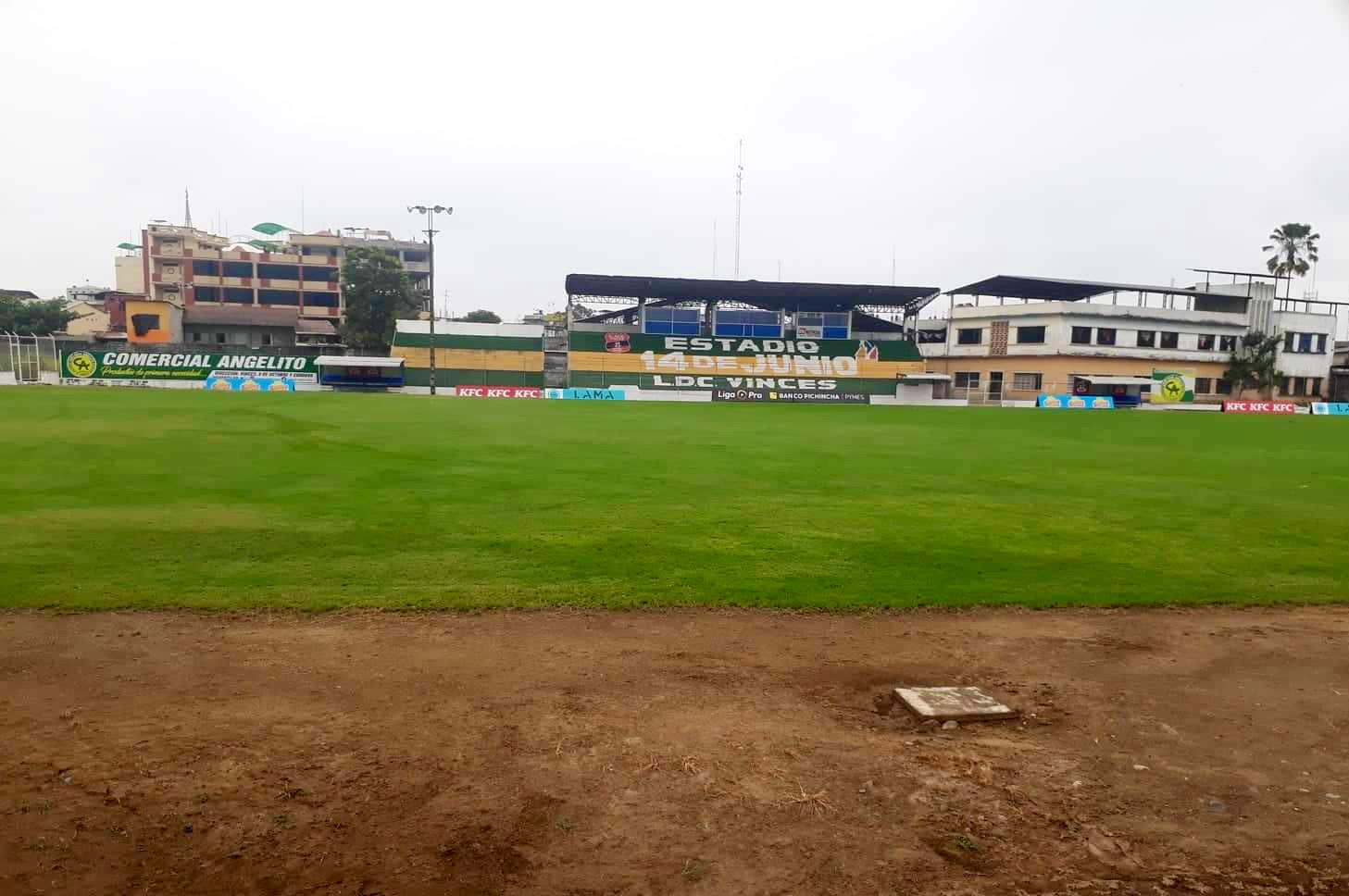
Vista desde la tribuna
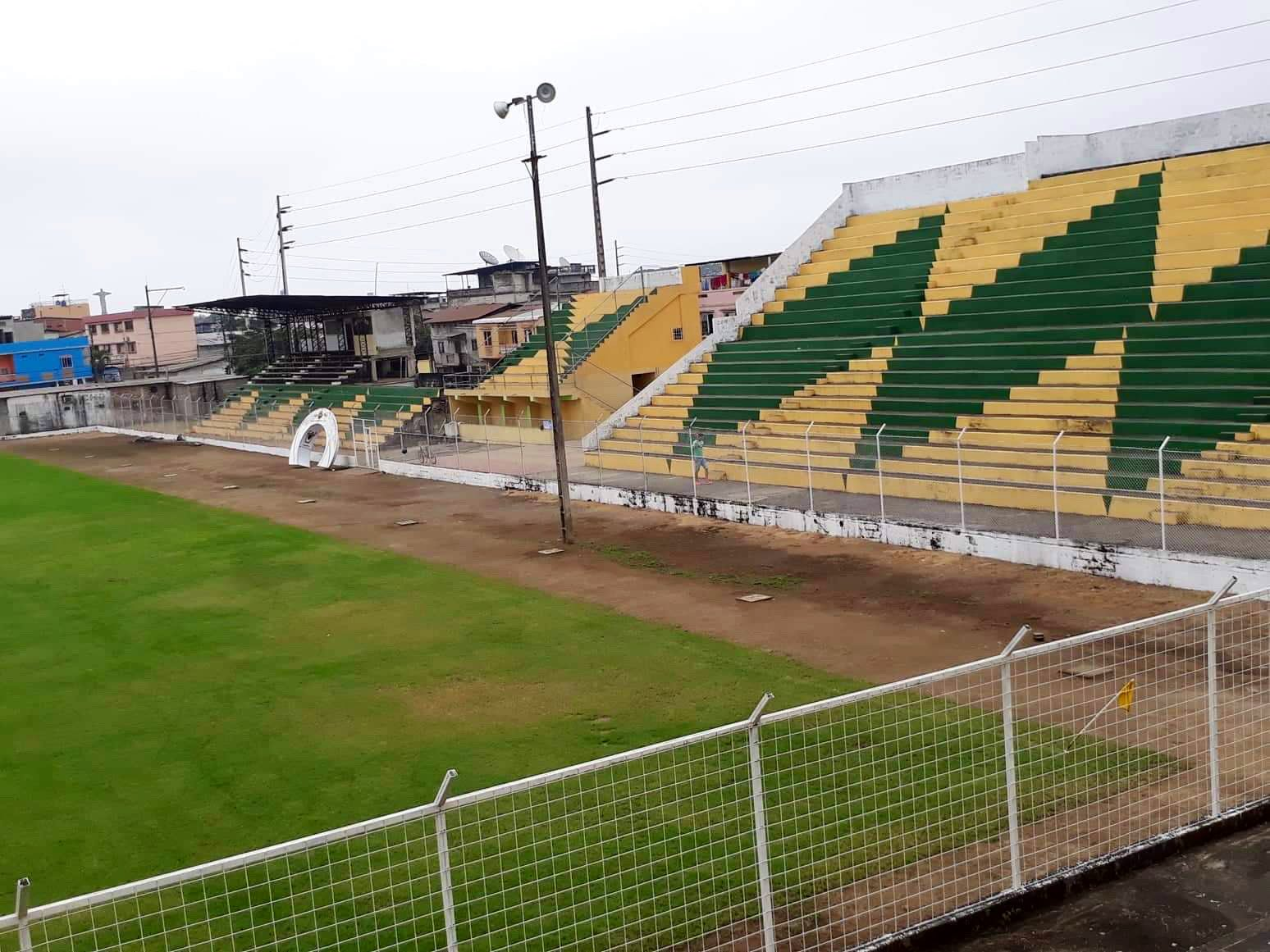
General
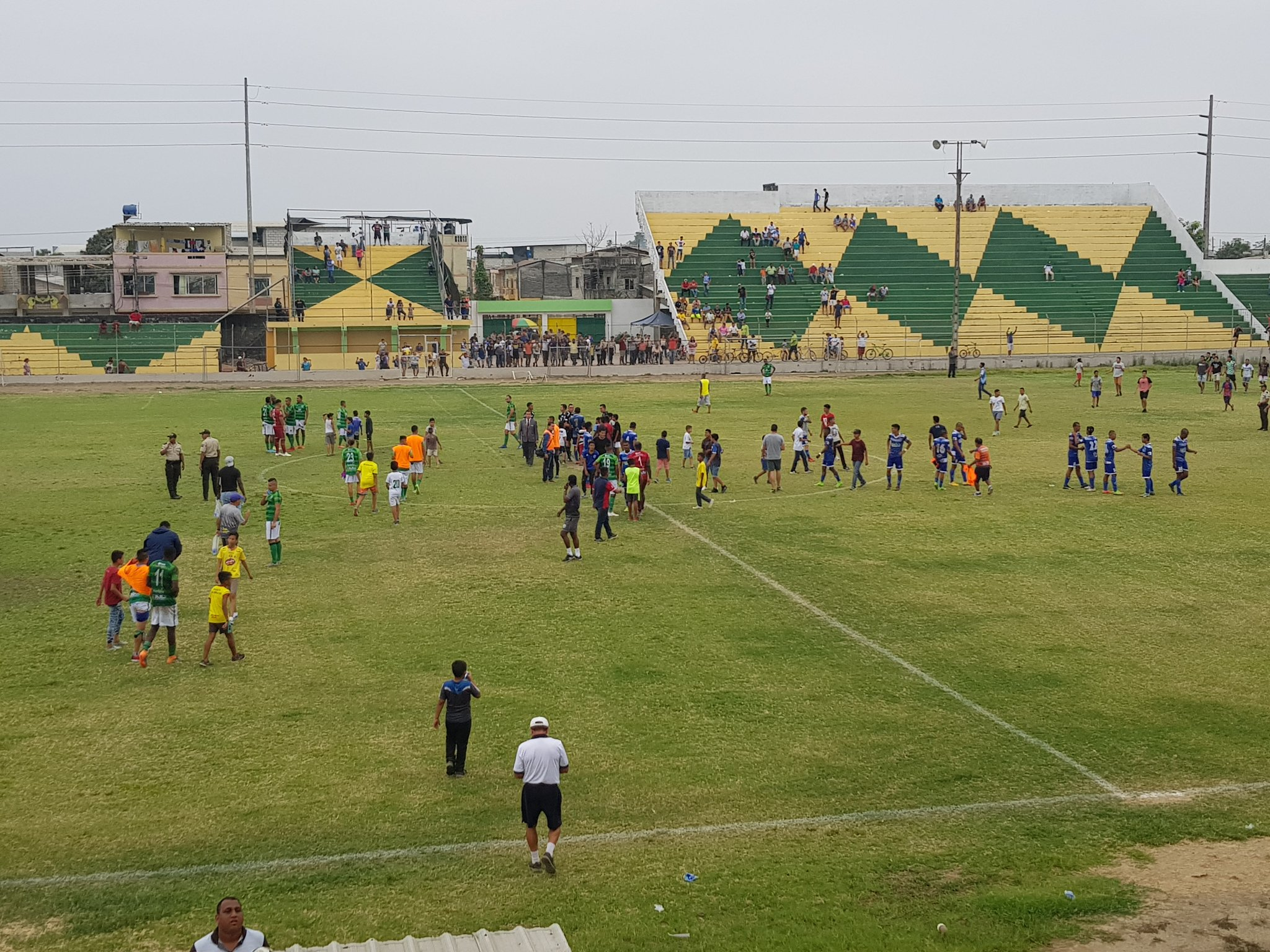
Cancha
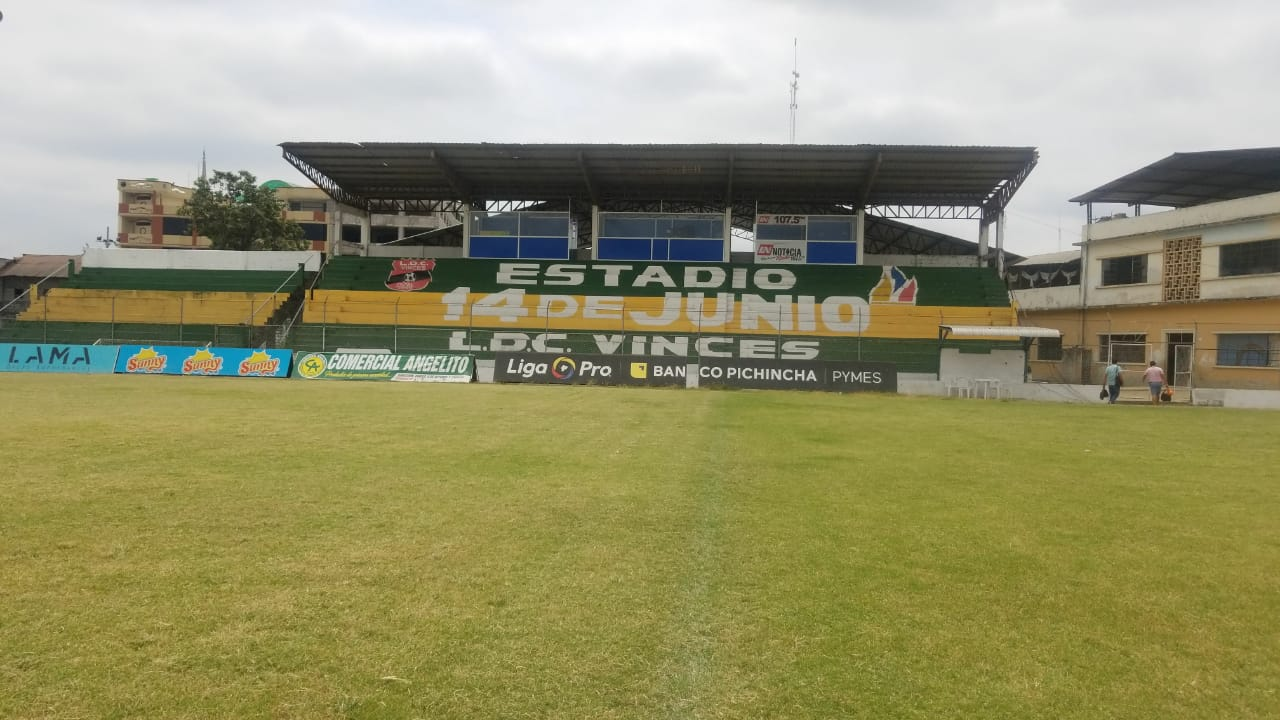
Tribuna principal (frontal)